# Tjäktjapasset

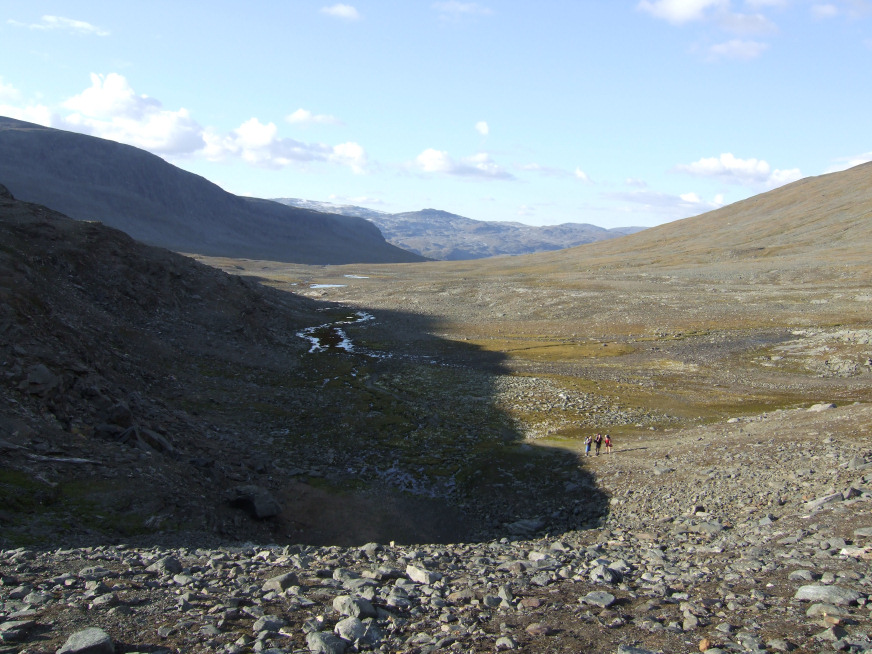
Utsikt norrut från Tjäktjapasset.

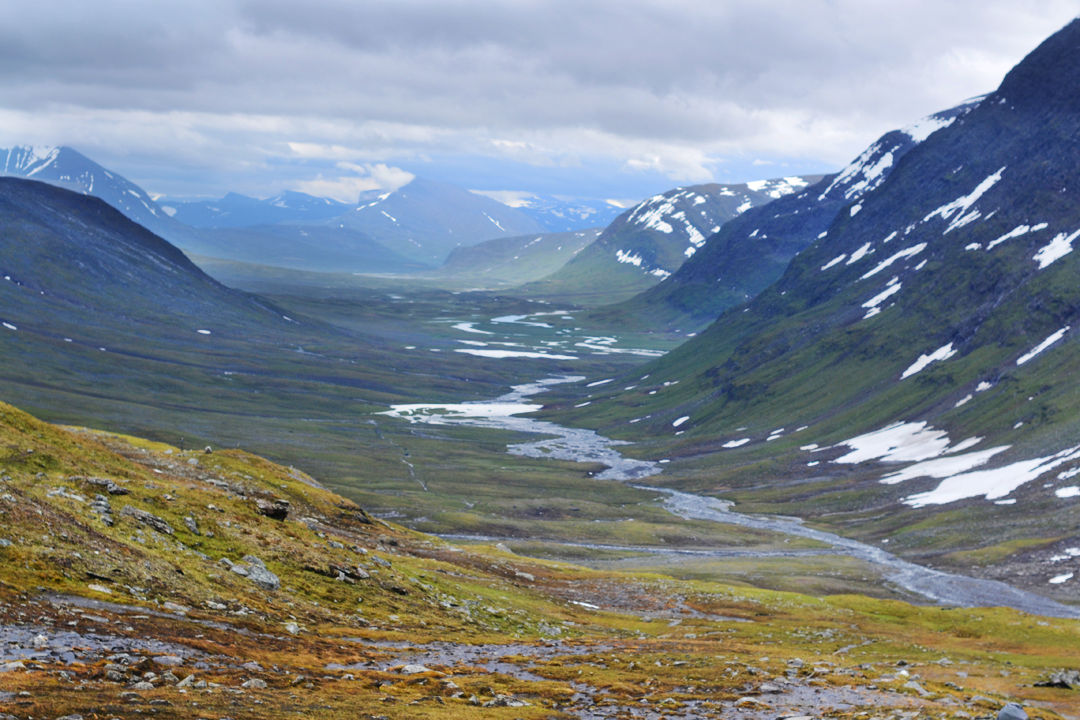
Utsikten från Tjäktjapasset, den högsta punkten på Kungsleden.

Tjäktjapasset är ett bergspass cirka 1100 meter över havet i Kebnekaiseområdet, Kiruna kommun, mellan de två nord-syd-gående dalarna Alesvagge och Tjäktjavagge. Kungsleden, mellan Tjäktja- och Sälkastugorna, går genom passet. På passet finns ett rastskydd (vindskydd), öppet året om. Vid hårt väder eller annalkande hårt väder rekommenderas att övernatta antingen vid Tjäktjastugorna för södergående vandrare eller vid Sälkastugorna för norrgående vandrare.